# Municipalità di Renmark Paringa
La municipalità di Renmark Paringa è una Local Government Area che si trova in Australia Meridionale. Essa si estende su una superficie di 915,5 chilometri quadrati e ha una popolazione di 9.882 abitanti. La sede del consiglio si trova a Renmark.